# Attila József
Attila József, madžarski pesnik, * 11. april 1905, Ferencváros, Budimpešta, Madžarska, † 3. december 1937, Balatonszárszó.
Velja za enega največjih madžarskih pesnikov 20. stoletja. V svojem življenju je dobil malo priznanj, znan pa je postal po svoji smrti. Njegovo kratko življenjsko pot so osenčile razne tragedije: oče je zapustil družino, med proletarci je preživel veliko bede, lakote, pomanjkanja, njegova mati je prerano umrla in vsi ti dogodki so pustili svoj pečat na njegovem načinu mišljenja in duhovnem karakterju. Medtem ko je hrepenel po tem, da bi ga resnično ljubili in sprejeli, je prehodil globoke ravni človeške biti. Ni bil le bojevit, iskren, odkrit, socialno občutljiv; ljubil je svojo domovino in zaradi nje je bil zaskrbljen pesnik, ki je hrepenel po svobodi. Bil je zelo občutljiv otrok, v ljubezni vdan mož in iskalec onstranstva. Jezik njegovega pesništva je s svojo enostavnostjo in direktnostjo lahko razumljiv, vsebuje zelo globoke misli, ki jo prepletata marksistična filozofija in Freudova psihologija, takratna nova odkritja znanstvenega področja. Podobe njegovih pesmi so genialno sestavljene tudi v luči antropomorfizma.
Nisem prišel zato, da bi jokal, ali da bi spodbujal, ampak delal. Nad srci lebdi le komajda zaznavna oblika od vseh izmed nas najbolj socialnega človeka. Potrebno je, da postavim nanj svojo meso in vložim vanj svoje kosti. Ali to ni »umetnost«? Potem se torej požvižgam na »umetnost«, jaz hočem več, hočem to, kar je potrebno.

## Kronološki pregled

### Od rojstva do začetka pesništva
- 11. apr. 1905

Attila József se rodi v Budimpešti, v okrožju Ferencváros. Njegov oče, po poklicu milar, ki je bil po rodu pol Romun in po veri grkokatolik, Áron József (1971), leta 1908 odide v Romunijo in za sabo pusti tri otroke z ženo. Jolán je Attilova starejša sestra (1899-1950), Etel pa mlajša (1903-2004). Po družinski legendi, ki se naslanja na zadnji stavek očetovega pisma Jolán iz leta 1909, Áron József odide v Ameriko. V resnici pa je živel do svoje smrti v Romuniji. Pesnikova mati Borbála Pőcze, rojena leta 1875 v Szabadszállásu, po poklicu perica, je bila protestantka. 
- 1910

Etelka in Attila zaradi hudih družinskih razmer in mamine bolezni sta odposlana na Öcsöd k oskrbnikom.
- 1912

Mati ju odpelje nazaj v Budimpešto.
- 1912–13

Attila kot majhen deček poskuša priti do kruha na legalen in nelegalen način: krade drevesa za kurjavo, iz tržne hale nosi košare, prodaja barvane perjanice in vodo v kinu.
- 1914

V prvi polovici tega leta prvič poskusi narediti samomor. Hoče se zastrupiti s pralnim lugom, vendar pomotoma popije škrob. Pri materi se konec tega leta pojavijo prvi znaki raka na maternici. Zaradi povečanja bede, poslabšanja materinega zdravniškega stanja, mora Attila vedno več delati, da skrbi za družino: stati v vrsti pred trgovinami za hrano in sprejemati začasna dela. V tem času je tudi kričač.
V tem obdobju verjetno nastane njegova prva pesem Dragi Jocó!
- 1917

Njegova sestra Jolán se spoprijatelji z odvetnikom Ödön Makaijem (l. 1919 se poročita), z njegovo pomočjo Attila in Eta prideta k oskrbnikom na Monor.
- 1918

Poleti v okviru akcije kralja Karla, namenjene počitnicam otrok, letuje v Opatiji.
- 28. dec. 1919

Umre mu mati. Attila, ki je šel na Szabadszállás k sorodnikom po hrano, na začetku januarja le prispe nazaj v Budimpešto zaradi velikega snega in izve tragično novico. Pogreba se ne more udeležiti.
- jun. 1920

Dr. Ödön Makai, Jolanin mož, je imenovan za oskrbnika mladoletnega Attile, katerega pošlje v semenišče v Nyergesújfalu med salezijance, vendar tam ne ostane.
Poleti službuje na parnikih Atlantske oceanske ladijske družbe po Donavi.
- okt. 1920

Po končanem meščanskem šolanju Attila postane učenec gimnazije v Makóju. Tam ostane tri leta. Stanuje v internatu Demke.
Od tega leta naprej neprekinjeno piše pesmi.
Spomladi 1920
intelektualci v Makóju opazijo njegov talent. Predstavijo ga uglednemu pesniku Gyulaju Juhászu.
- jun. 1922

Z zdravili poskusi narediti samomor, kljub temu da ima v šoli najboljše ocene.
Med počitnicami gre za poljskega čuvaja koruze v Kiszombor. Sprejme službo domačega učitelja.
- avg. 1922

S priporočilom Gy. Juhásza pride v kontakt z revijo Színház és Társaság (Teater in društvo), kjer jeseni izidejo njegove prve pesmi. Zaradi poskusa samomora se ne sme vračati v internat.
- dec. 1922

Izide prva pesniška zbirka Berač lepote (A szépség koldusa), uvodno besedo napiše ugledni pesnik Gyula Juhász, ki ga zelo podpira. Opiše ga s temi besedami: »Attila József je pesnik zaradi Božje volje, to se lahko pove in je tudi treba, njegova mladost je polna obetov, katerih uresničenje ga bo povzdignilo med najboljše in najpravičnejše bodoče madžarske pesnike.«

### Od pesniškega začetka do objave pesmi«S čistim srcem«
- 10. jan. 1923

Izstopi iz gimnazije. Makaijev ga materialno ne podpira več, s čimer ga poskuša spraviti na dobro pot. Attila se odloči, da naredi iz sedmega in osmega razreda gimnazije združene izpite.
- apr. 1923

Izidejo pesmi v Nyugatu (ena najbolj uglednih revij tistega časa).
- dec. 1923

Privatno naredi maturitetni izpit v Budimpešti.
Zaradi pesmi Puntarski Kristus (objavljena je 19. okt. 1923), ki jo imajo za bogokletno, sprožijo proti njemu sodni postopek. Na prvi stopnji ga obsodijo na 8 mesecev zaporne in 200.000 koron denarne kazni. Zadeva, v kateri ga brani največji odvetnik stoletja, Rustem Vámbéry, po vloženi pritožbi pride do Kurije (Vrhovno sodišče) in se konča s pesnikovo razrešitvijo (marca 1925). 
- 1924

V Budimpešti je zastopnik knjig, nato pa v času inflacije službuje v Mauthnerovi zasebni banki.
- jeseni 1924

Vpiše se na Filozofsko fakulteto v Szegedu. Študira madžarščino, francoščino in filozofijo. Veliko strada. Vključi se v delo Socialdemokratske partije.
- po božiču 1924

V Szegedu izide druga pesniška zbirka Ne kričim jaz (Nem én kiálltok). 

### Dunaj - Pariz - Budimpešta
- 25. mar. 1925

Izide pesem S čistim srcem. Takoj ga napadejo s strani revije Nova generacija v dveh člankih.
- 30. mar. 1925

Konflikt s profesorjem Antalom Horgerjem zaradi pesmi S čistim srcem (Tiszta szívvel), ki mu odsvetuje pedagoški poklic. Izpite drugega semestra kljub temu še dokonča. Kasneje postane član Madžarske socialistične delavske partije.
- okt. 1925

Prispe na Dunaj, tam se vpiše na univerzo in se spozna Goergem Lukácsem in s pesnikom Lajosem Kassákom, ki živi v emigraciji. Njegov vpliv je opazen na Attilove pesmi od leta 1922. Attila zna na pamet Kassákove pesmi, vendar mu kasneje obrne hrbet, ostro ga kritizira in se odloči za moderno klasicistično verzifikacijo.
- nov. 1925

Vseli se v Collegium Hungaricum. Bere klasike marksizma, spozna anarhistične nauke. Preživlja se s prodajo časopisov.
- začetek 1926

Živi na Dunaju, v nekem grozno bednem zaselku, kjer štiri mesece nima niti rjuhe. Spozna se z emigranti levičarjev.
- poleti 1926

Nekaj tednov preživi pri grofu Hatvanyju v Lainzu.
- jun. 1926 Vrne se na Madžarsko in gre takoj na počitnice v Hatvan, k sestri grofa Hatvanyja.

- sept. 1926 Odide v Pariz, kjer se vpiše na Sorbonne, predavanja obiskuje le poredko. Postane član Anarhistično-komunističnega društva.

- začetek 1927 V stik pride z madžarsko sekcijo Francoske komunistične partije. Poglablja se v Villonovo pesništvo. V Esprit Nouveauju izide njegova pesem v francoščini.

- poleti 1927 Je na počitnicah v Cagnes sur Meru.

- sept. 	Vrne se v Budimpešto, se vpiše na študij madžarskega in francoskega jezika. Predavanja tudi tukaj obiskuje poredko, kljub temu izpite opravlja z dobrimi ocenami. Po drugem semestru preneha s študijem.

- febr. 1928 Spozna svojo prvo veliko ljubezen, Márto Vágó (1903-1976), ki je pripadala liberalnemu meščanstvu. Ljubezen je obojestranska, vendar njen oče, da bi ju dal na preizkušnjo, pošlje hčer v London na enoletni študij. Veliko si dopisujeta. Decembra se razideta. Čez 8 let se ponovno srečata.

- apr. 1928 Napiše pismo Akcija za lajšanje bede dijakov, iz tega se vidi, da živi v velikem pomanjkanju. Pripravlja se na zaključne izpite, po novejših raziskavah celo napiše doktorsko disertacijo, vendar je ne zaključi.

- jeseni 1928 Pride v tesnejši stik z Društvom Miklósa Barthe.

### Pesništvo in družbena akcija
- febr. 1929 Izide pesniška zbirka Nimam očeta, ne matere (Nincsen apám, se anyám).

- mar. 1929 Pri Inštitutu za zunanjo trgovino se zaposli kot madžarsko-francoski dopisovalec. Dela le nekaj tednov, ker zaradi ločitve z Márto Vágójem dobi živčni zlom in od maja tu ne more več delati.

- sept.–okt. 1929 Je v sanatoriju pri Balatonlelleju.

- dec. 1929	Postane sodelavec revije Előörsa (Izvidnica), gre za nacionalno radikalno revijo. V reviji Nyugat László Németh objavi žaljivo kritiko o Attilovi zbirki Nimam očeta, niti matere. Babits je glavni urednik te revije in je dovolil objavo tega članka, kar je bil eden izmed vzrokov, da ga Attila ostro ter nepravično napade in s tem tudi sebi povzroči hude posledice, saj nikoli v svojem življenju ne dobi Baumgartnove nagrade (le posthumno leta 1938).

Začne s psihoanalizo pri Šamuju Rapaportu (1877–1970), ki je čez nekaj mesecev prekinjena, vendar ostane s psihoterapevtom v kontaktu še tri leta.
- 10. jan. 1930 V reviji Toll izide proti Babitsu napisani pamflet z naslovom Bogovi umirajo, človek živi (istoimenski naslov Babitsove napadene zbirke). Celo pesnik sam širi članek po ulici.

- 20. mája 1930	V Hódmezővásárhelyu z Dánielom Fábiánom naredita končni tekst letaka Društva Miklósa Barthe, Ven v vas (Ki a faluba).

- sept. 1930 Sodeluje pri veliki stavki delavcev v Bp-i.

Začetek 3–4-letnega skupnega življenja z Judito Szántó (1903-1963), s katero se končno razide šele junija 1936. 
Vstopi v ilegalno Komunistično partijo. Skoraj dve leti aktivno sodeluje z njimi.
- febr. 1931 V delavski skupini Jaures prebere svoje svobodno predavanje, povzetek umetnostnih filozofskih aspektov, Literatura in socializem.

- mar. 1931 Izide pesniška zbirka Pahni panj, ne joči! (Döntsd a tőkét, ne siránkozz).

Attila József v delavskem gibanju.
- spomladi 1931 Na Újpeštu in Rákospaloti vodi ilegalne seminarje in se udeleži raznih dejavnosti ilegalne partije.

- 6. maj 1931 Zbirko Podri panj, ne joči! zaseže javno tožilstvo, njenega avtorja pa postavijo pred sodišče tudi zaradi hujskanja proti razredom glede pesmi Socialisti, oziroma zaradi obtožbe nesramnega dejanja, da je prevedel Villonovo balado.

- jun. 1931 Moskovska revija Srp in kladivo izda Načrt za platformo o madžarski proletarski literaturi in v njej obtožujejo Attilo, da »v taboru fašizma išče izhod«. Ta spis globoko užali pesnika.

- 20. sept. 1931 Attila napiše odgovor proti Načrtu za platformo, njegovi avtorji zatem olajšajo svoja mnenja.

- poleti 1931 Dr. Šamu Rapaport prosi pesnika, naj mu stilizira in lektorira njegovo knjigo Nastanek in zdravljenje psihosomatskih želodčnih in črevesnih težav, ki je izšla jeseni 1931. Za povračilo začne zdravnik Attilo psihoanalizirati, saj ga mučijo nevrotični simptomi.

- jun. 1932 Izide prva in edina številka revije Resnice, ki jo urejata Attila in Ferenc Fejtő; revija sledi smernicam Komunistične partije. Attila tukaj objavi tudi svoj članek Individualnost in resnica, ki v gibanju povzroči škandal. Morda je tudi ta dogodek prispeval k ukinitvi revije.

- jul. 1932 Na predvečer usmrtitve dveh voditeljev ilegalne Komunistične partije zaradi letaka proti smrtni kazni obtožijo Attilo in ostale pesnike. Letake policija zasede. Tri leta pozneje se s plačilom denarne kazni reši zadeve.

Ureja polilegalno revijo Resničnost (Valóság).
- 4.–11. sept. 1932 Pri Blatnem jezeru je teden pisateljev Ekonomskega društva pisateljev, ki se ga udeleži tudi Attila.

- 16. okt. 1932 Izide pesniška zbirka Predmestna noč (Külvárosi éj)

Ločitev z ilegalnim komunističnem gibanjem, osamljenost 
- 28. jan. 1933 Attila, sklicujoč se na svoje socialno stanje, prosi za Baumgartnovo denarno pomoč od Mihálya Babitsa, ki jo kasneje tudi dobi.

- febr. 1933

Legalna revija Komunistične partije Družbeni obzornik (Társadalmi szemle) objavi o pesmih iz zbirke Predmestna noč sektaško, strogo kritiko, katere sklep je: »Attila József ni proletarski pesnik«. Attila je vedel, da je avtor članek napisal po ukazu višjih voditeljev partije. Spisek je vzel kot znamenje da se ilegalna partija oddaljuje od njegove pesniške in teoretske smeri.
- apr. 1933 Revija Nyugat po večletni pavzi spet objavi njegove pesmi.

sredi jun. 1933	
Na pesniškem tednu EDP-ja spozna Márto Marton, ki ga navdihne za pisanje Ode. Judita se zaradi te pesmi in slabih materialnih razmer poskuša zastrupiti.
- jun 1933 V reviji Új Harcos (Novi bojevnik), v kateri je Attila dokazoval nujnost antifašistične enotne fronte, ga označijo za socialfašista. Zaradi teh zadev končno prekine s Komunistično partijo. Po teh dogodkih se začne približevati socialdemokratom.

- začetek 1934 Z Judito prideta v hudo krizo, ne morata več živeti skupaj.

- febr.–jun. 1934 Preseli se k svoji sestri Eti v Hódmezővásárhelyu in tam živi do junija. Za tisk pripravlja svoje zbrane pesmi. Napiše pesem Zdramitev. Izmučen zaradi tesnobe in spolnega kompleksa napiše samoanalizo dr. Rapaportu, vendar odgovora ne dobi.

- sredi 1934 Ko se vrne v Budimpešto, izve, da ga niso povabili na Sovjetski pisateljski kongres. V užaljenosti napiše študij Zakaj ne jaz?, ki je izgubljen ali pa nekje skrit. Približa se k reviji Socializem in njenemu intelektualnemu krogu.

- nov. 1934 Izide njegov članek Modrost socializma, v katerem so značilne duhovne smernice socialdemokratstva.

- dec. 1934 Izide pesniška zbirka njegovih zbranih pesmi Medvedji ples (Medvetánc).

- začetek 1935 Začetek druge psihoanalize pri Editi Gyömrőiju (1896–1987), v katero se strastno zaljubi.

- 15. jan. 1935 Kuratorij Fundacije Baumgartna mu dodeli »malo nagrado« v vrednosti 1000 pengőjev zaradi literarne dejavnosti.

- 22. marc 1935 Zaradi letaka proti smrtni kazni ga sodišče kaznuje za 200 pengőjev denarne kazni.

### Organizacija nove duhovne skupine: »Lepa beseda«
V dveh člankih se obrne proti Novemu duhovnemu frontu, ki se je oblikovalo od ljudskih pisateljev za podporo levičarske reformne politike Gömbösöve vlade.
- jeseni 1935 Attila in Márta Vágó spet prideta v tesnejši stik.

- dec. 1935 Podpišejo pogodbo z založbo Cserépfalvi, da bodo izdali revijo Szép Szó (Lepa Beseda).

- marc. 1936 Revija Szép Szó izide pod uredništvom Attile Józsefa in Pála Ignotusa.

- maja 1936 Za Freudov 80. rojstni dan izide tematska številka Szép Szója v Freudovo čast. Naslednja tematska številka ima naslov Današnji Madžari o starih Madžarih, na prvi strani je pesnikova pesem Pri Donavi.

V dveh dneh napiše svoj »psihoanalitični dnevnik« z naslovom Spisek svobodnih zamisli v dveh sedenjih (Szabad ötletek jegyzéke két ülésben) in Zvezo rumenih las ter Prešel sem v Pariški.
- poleti 1936 Končno se razide z Judito.

- nov. 1936 Prekine psihoanalizo in zvezo z Edito. Dr. Róbert Bak (1908-1974), psihiater, skrbi za njegovo zdravstveno stanje.

- dec. 1936 Izide njegova zadnja pesniška zbirka Zelo boli (Nagyon fáj). Zelo ga prizadene, da zbirka spet ni imela uspeha.

Cserépfalvi se ne strinja več s smernicami Szép Szója, zato revije noče več izdajati. Morajo poiskati drugo založbo.

### Zadnje leto
- 13. jan. 1937	Thomas Mann obišče Budimpešto in v njegovo čast priredijo literarni večer. Za to priliko mu Attila posveti pesem Pozdrav Thomasu Mannu, saj zelo ceni njegov talent, vendar je ne sme prebrati zaradi policije.

- 5. febr. 1937 V Društvu Cobden imata pesnik in njegov kritik Andor Németh odprto debato o odnosu pesnika in kritika. Attila šokira občinstvo s svojo odprtostjo in iskrenimi psihološkimi izjavami.

Napiše svoj kratki življenjepis, ker prosi za uradniški poklic pri papirni industriji, vendar službe ne dobi, spisek pa je objavljen po pesnikovi smrti v Szép Szóju z naslovom Curriculum vitae.
- febr. 1937	Spozna se s Flóro Kozmutzo, asistentko psihologije (1905–1995). Na prvi pogled se zaljubi vanjo in jo čez 3 dni zasnubi. Attila naredi Rorschachov test, ki ga le delno opravi.

- apr. 1937	Flóra hudo zboli in je celi mesec hospitalizirana.

- maja 1937	Izide posebna številka Szép Szója, ob knjižnem sejmu, z naslovom Kaj je Madžar zdaj?, v uvodniku je Attilov sonetni venec z naslovom Moja domovina.

- jul. 1937	Zgodi se zadnji tragični živčni zlom v pesnikovem življenju.

- 20. jul. 1937	Pošljejo ga v sanatorij Siesta, ki ga plača Hatvany. Njegovi prijatelji so tajili pesnikovo bolezen, vendar 12. avg. kljub temu zanjo izvejo tudi drugi.

- jeseni 1937	Szép Szójeva predstavitev na Češkem, na tem potovanju bi moral sodelovati tudi pesnik.

- 4. nov. 1937	Potem ko se njegovo stanje zaradi različnih terapij ne poboljša, zapusti sanatorij in odpotuje v Balatonszárszó, kjer zanj skrbita njegovi sestri. Njegovi prijatelji načrtujejo, da mu bodo pri založbi Pantheon našli lektorsko službo, če se mu stanje izboljša.

Kuratorij Baumgartenove Fundacije pesnikovim sorodnikom neuradno izjavi, da bi mu letos radi podelili Baumgartnovo nagrado. Sestre ga niso hotele vznemirjati z neuradno novico. 
- 2. dec. 1937	Obiščejo ga prijatelji, da ga razveselijo in mu prinesejo dobre novice, vendar on še vedno govori o tem, da je bila zbirka Zelo boli zelo slabo sprejeta.

- 3. dec. 1937	Attila naredi samomor; izdahne pod kolesi tovornega vlaka. Zleze med dva vagona tovornega vlaka, ki ga povozi tako, da mu odreže roko in nekaj metrov prenaša telo za sabo. Truplo pokrijejo z mapo velike Madžarske.

- 5. dec. 1937	Pogreb na Balatonszárszóju.

- 1938	Baumgartnova nagrada in izid pesnikovega Zbranega dela.

- 1942	Drugi pogreb v Bp-i, ki je tudi demonstracija proti fašizmu.

- 1948	Kossuthova nagrada

- 1947	Tretji pogreb, organizira Komunistična partija.

- 17. maj 1994	Četrti pogreb; po zahtevi družine pesnika pokopljejo v družinski grob.

- 2005	UNESCO to leto razglasil za leto Józsefa Attile.

»Ko je umrl, ni imel ničesar. In danes – resnično samo vedo pesniki! – ima cel svet v oblasti: travne bilke in zvezde, celo določene slovarske besede, ki jih nihče ne more vzeti od njega brez kazni«. (János Pilinszky [1921-81], pesnik)